# Gudrun Arenander

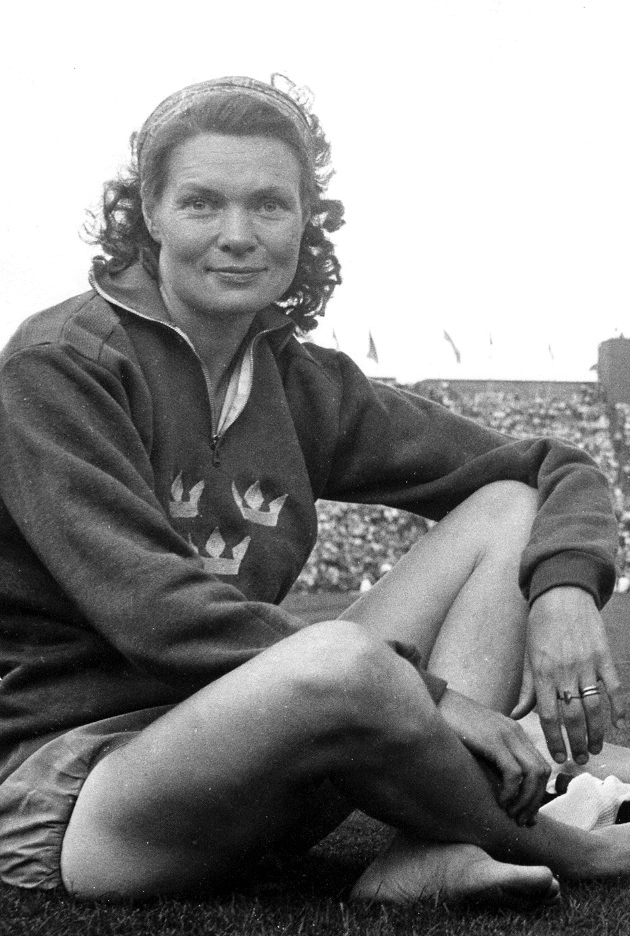
Gudrun Arenander in den 1940er Jahren

Gudrun Arenander (Gudrun Eivor Elisabeth Arenander, geb. Eklund; * 25. März 1921 in Lovö, Ekerö; † 28. August 2020 in Stockholm) war eine  schwedische Diskuswerferin.
Bei den Leichtathletik-Europameisterschaften 1946 in Oslo wurde sie Vierte und bei den Olympischen Spielen 1948 in London zwölfte.
Fünfmal wurde sie Schwedische Meisterin (1942, 1943, 1945–1947). Ihre persönliche Bestleistung von 40,37 m stellte sie am 22. August 1943 in Göteborg auf.